# Vilar de Cunhas
Vilar de Cunhas é uma povoação portuguesa do Município de Cabeceiras de Basto que foi sede da extinta Freguesia de Vilar de Cunhas, freguesia que tinha 19,95 km² de área e 194 habitantes (2011), e, por isso, uma densidade populacional de 9,7 hab/km².
A Freguesia de Vilar de Cunhas foi extinta em 2013, no âmbito de uma reforma administrativa nacional, tendo sido agregada à Freguesia de Gondiães, para formar uma nova freguesia denominada União das Freguesias de Gondiães e Vilar de Cunhas com a sede em Gondiães.

## População
| População da freguesia de Vilar de Cunhas (1864 – 2011) | População da freguesia de Vilar de Cunhas (1864 – 2011) | População da freguesia de Vilar de Cunhas (1864 – 2011) | População da freguesia de Vilar de Cunhas (1864 – 2011) | População da freguesia de Vilar de Cunhas (1864 – 2011) | População da freguesia de Vilar de Cunhas (1864 – 2011) | População da freguesia de Vilar de Cunhas (1864 – 2011) | População da freguesia de Vilar de Cunhas (1864 – 2011) | População da freguesia de Vilar de Cunhas (1864 – 2011) | População da freguesia de Vilar de Cunhas (1864 – 2011) | População da freguesia de Vilar de Cunhas (1864 – 2011) | População da freguesia de Vilar de Cunhas (1864 – 2011) | População da freguesia de Vilar de Cunhas (1864 – 2011) | População da freguesia de Vilar de Cunhas (1864 – 2011) | População da freguesia de Vilar de Cunhas (1864 – 2011) |
| ------------------------------------------------------- | ------------------------------------------------------- | ------------------------------------------------------- | ------------------------------------------------------- | ------------------------------------------------------- | ------------------------------------------------------- | ------------------------------------------------------- | ------------------------------------------------------- | ------------------------------------------------------- | ------------------------------------------------------- | ------------------------------------------------------- | ------------------------------------------------------- | ------------------------------------------------------- | ------------------------------------------------------- | ------------------------------------------------------- |
| 1864                                                    | 1878                                                    | 1890                                                    | 1900                                                    | 1911                                                    | 1920                                                    | 1930                                                    | 1940                                                    | 1950                                                    | 1960                                                    | 1970                                                    | 1981                                                    | 1991                                                    | 2001                                                    | 2011                                                    |
| 454                                                     | 464                                                     | 472                                                     | 469                                                     | 495                                                     | 509                                                     | 464                                                     | 493                                                     | 563                                                     | 564                                                     | 456                                                     | 376                                                     | 319                                                     | 260                                                     | 194                                                     |